# Ирска на Европском првенству у атлетици у дворани 2021.
Ирска је учествовала на 36. Европском првенству у дворани 2021 који се одржао у Торуњу, Пољска, од 4. до 7. марта. Ово је 27. Европско првенство у атлетици у дворани од његовог оснивања 1970. године на којем је Ирска учествовала. Репрезентацију Ирске представљало је 23 спортиста (12 мушкараца и 11 жена) који су се такмичили у 9 дисциплина (4 мушке и 5 женских).
На овом првенству такмичари Ирске нису освојили ниједну медаљу. У табели успешности према броју и пласману такмичара који су учествовали у финалним такмичењима (првих 8 такмичара) Ирска је са 2 учесника у финалу заузела 22 место са 7 бодова.
| Пл. | Земља | 1. место | 2. место | 3. место | 4. место | 5. место | 6. место | 7. место | 8. место | Бр. фин. Бод. |
| --- | ----- | -------- | -------- | -------- | -------- | -------- | -------- | -------- | -------- | ------------- |
| 22. | Ирска | –        | –        | –        | 1–5      | –        | 1–2      | –        | –        | 2–7           |

## Учесници
| Мушкарци: - Леон Рид — 60 м - Израел Олатунде — 60 м - Дин Адамс — 60 м - Марк Инглиш — 800 м - Cian McPhillips — 800 м - Џон Фицсимонс — 800 м - Ендру Коскоран — 1.500 м - Пол Робинсон — 1.500 м - Лук Макен — 1.500 м - Шон Тобин — 3.000 м - Брајан Феј — 3.000 м - Џон Траверс — 3.000 м | Жене: - Ciara Neville — 60 м - Моли Скот — 60 м - Џоун Хили — 60 м - Фил Хили — 400 м - Софи Бекер — 400 м - Sharlene Mawdsley — 400 м - Надиа Пауер — 800 м - Síofra Cléirigh Büttner — 800 м - Џорџи Хартиган — 800 м - Мишел Фин — 3.000 м - Сара Лавин — 60 м препоне |  |

## Резултати

### Мушкарци
| Атлетичар       | Дисциплина | Лични рекорд | Квалификације  | Квалификације | Полуфинале            | Полуфинале            | Финале                | Финале       | Детаљи |
| Атлетичар       | Дисциплина | Лични рекорд | Резултат       | Место         | Резултат              | Место                 | Резултат              | Место        | Детаљи |
| --------------- | ---------- | ------------ | -------------- | ------------- | --------------------- | --------------------- | --------------------- | ------------ | ------ |
| Леон Рид        | 60 м       | 6,68         | 6,75 (.749)    | 5. у гр. 5    | Нису се квалификовали | Нису се квалификовали | Нису се квалификовали | 34 / 63 (65) |        |
| Израел Олатунде | 60 м       | 6,73         | 6,79 (.784)    | 4. у гр. 8    | Нису се квалификовали | Нису се квалификовали | Нису се квалификовали | 44 / 63 (65) |        |
| Дин Адамс       | 60 м       | 6,73         | 6,89           | 7. у гр. 9    | Нису се квалификовали | Нису се квалификовали | Нису се квалификовали | 59 / 63 (65) |        |
| Марк Инглиш     | 800 м      | 1:46,10 НР   | 1:49,79 КВ     | 3. у гр. 2    | 1:48,99               | 4. у гр. 3            | Нису се квалификовали | 13 / 38 (39) |        |
| Cian McPhillips | 800 м      | 1:47,73      | 1:49,77 КВ     | 2. у гр. 3    | 1:48,06               | 4. у гр. 2            | Нису се квалификовали | 10 / 38 (39) |        |
| Џон Фицсимонс   | 800 м      | 1:47,80      | 1:51,00        | 5. у гр. 4    | Није се квалификовао  | Није се квалификовао  | Није се квалификовао  | 32 / 38 (39) |        |
| Ендру Коскоран  | 1.500 м    | 3:37,20      | 3:39,00 кв     | 3. у гр. 2    |                       |                       | 3:40,38               | 7 / 50 (51)  |        |
| Пол Робинсон    | 1.500 м    | 3:39,36      | 3:40,07 кв     | 3. у гр. 4    | 3:40,74               | 10 / 50 (51)          |                       |              |        |
| Лук Макен       | 1.500 м    | 3:44,15      | 3:47,66        | 5. у гр. 3    | Није се квалификовао  | 16 / 50 (51)          |                       |              |        |
| Шон Тобин       | 3.000 м    | 7:48,01      | 7:47,71 кв, ЛР | 5. у гр. 2    | 7:58,11               | 11 / 31 (34)          |                       |              |        |
| Брајан Феј      | 3.000 м    | 7:53,62      | 7:56,13        | 7. у гр. 3    | Нису се квалификовали | 18 / 31 (34)          |                       |              |        |
| Џон Траверс     | 3.000 м    | 7:50,40      | 8:05,96        | 7. у гр. 1    | Нису се квалификовали | 27 / 31 (34)          |                       |              |        |

### Жене
| Атлетичарка             | Дисциплина   | Лични рекорд | Квалификације      | Квалификације | Полуфинале            | Полуфинале            | Финале                | Финале       | Детаљи                                   |
| Атлетичарка             | Дисциплина   | Лични рекорд | Резултат           | Место         | Резултат              | Место                 | Резултат              | Место        | Детаљи                                   |
| ----------------------- | ------------ | ------------ | ------------------ | ------------- | --------------------- | --------------------- | --------------------- | ------------ | ---------------------------------------- |
| Ciara Neville           | 60 м         | 7,30         | 7,37 (.370) КВ     | 6. у гр. 6    | 7,37                  | 7. у гр. 1            | није се квалификовала | 20 / 37 (40) |                                          |
| Моли Скот               | 60 м         | 7,32         | 7,37 (.370)        | 7. у гр. 3    | нису се квалификовале | нису се квалификовале | нису се квалификовале | 22 / 37 (40) | Архивирано на веб-сајту (30. април 2021) |
| Џоун Хили               | 60 м         | 7,31         | 7,46 (.460)        | 8. у гр. 4    | нису се квалификовале | нису се квалификовале | нису се квалификовале | 34 / 37 (40) | Архивирано на веб-сајту (30. април 2021) |
| Фил Хили                | 400 м        | 51,99        | 52,00 КВ           | 1. у гр. 5    | 52,41 (.403) КВ       | 1. у гр. 1            | 51,94 ЛР              | 4 / 39       |                                          |
| Софи Бекер              | 400 м        | 53,20        | 53,31              | 5. у гр. 2    | нису се квалификовале | нису се квалификовале | нису се квалификовале | 26 / 39      | Архивирано на веб-сајту (30. април 2021) |
| Sharlene Mawdsley       | 400 м        | 53,66        | 53,68 (.674)       | 5. у гр. 2    | нису се квалификовале | нису се квалификовале | нису се квалификовале | 33 / 39      | Архивирано на веб-сајту (30. април 2021) |
| Надиа Пауер             | 800 м        | 2:00,98      | 2:03,16 КВ         | 2. у гр. 5    | 2:04,04               | 4. у гр. 3            | није се квалификовала | 10 / 34 (35) |                                          |
| Síofra Cléirigh Büttner | 800 м        | 2:00,58 НР   | 2:04,47            | 4. у гр. 3    | нису се квалификовале | нису се квалификовале | нису се квалификовале | 10 / 34 (35) |                                          |
| Џорџи Хартиган          | 800 м        | 2:01,48      | 2:04,74            | 4. у гр. 6    | нису се квалификовале | нису се квалификовале | нису се квалификовале | 11 / 34 (35) |                                          |
| Мишел Фин               | 3.000 м      | 9:02,34      | 9:05,44            | 3. у гр. 2    |                       |                       | нису се квалификовале | 16 / 22 (25) | Архивирано на веб-сајту (30. април 2021) |
| Сара Лавин              | 60 м препоне | 8,13         | 8,06 (.054) КВ, ЛР | 3. у гр. 5    | 8,07 (.061)           | 4. у гр. 3            | нису се квалификовале | 9 / 40 (44)  | Архивирано на веб-сајту (30. април 2021) |